# Nakhon-Si-Thammarat-Bergkette

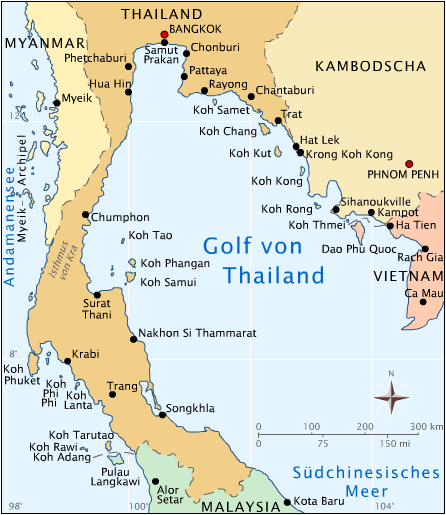
Karte von Süd-Thailand

Die Nakhon-Si-Thammarat-Bergkette (Thai: เทือกเขานครศรีธรรมราช, auch Banthat-Bergkette - เทือกเขาบรรทัด oder kurz Nakhon-Range) ist eine Bergkette auf der Malaiischen Halbinsel in der Südregion von Thailand.
Die Nakhon-Si-Thammarat-Bergkette ist nach der Stadt Nakhon Si Thammarat genannt, die an ihrem östlichen Rand liegt. Manchmal wird sie auch „Banthat-Bergkette“ genannt, eine Bergkette dieses Namens gibt es jedoch auch im Osten Thailands bei Chanthaburi. 
Die Berge beginnen bereits bei den Inseln Ko Pha-ngan, Ko Samui und Ko Tao im Golf von Thailand und verlaufen in Nord-Süd-Richtung bis hinunter zum Tarutao-Archipel in der Andamanensee. Die Bergkette liegt etwa 100 Kilometer östlich der Phuket-Bergkette, im Süden findet sie ihre Fortsetzung in dem Sankarakhiri-Gebirge.
Obwohl die Durchschnittshöhe der Nakhon-Si-Thammarat-Bergkette niedriger ist als die der Phuket-Bergkette, bildet sie doch eine beträchtliche Barriere. Sie wird nur von drei großen Straßen überquert, der Nationalstraße 403 von Trang nach Nakhon Si Thammarat, der Nationalstraße 4 von Trang nach Phatthalung sowie der Nationalstraße 406 von Hat Yai nach Satun. 
Die höchsten Berge befinden sich zwischen Surat Thani und Nakhon Si Thammarat, wie zum Beispiel der Khao Luang mit 1835 Metern Höhe, der Khao Yai mit 1438 Metern und der Khao Nan Yai mit 1410 Metern Höhe. Weiter nach Süden verliert die Bergkette ihre Höhe, zwischen Thung Song und Trang ist sie nicht höher als 500 Meter. 
Zahlreiche kleinere Flüsse entspringen in den Bergen, von denen der Maenam Tapi (Tapi-Fluss) bei weitem der größte ist. 
Die meisten Gebiete der Nakhon-Range sind von dichtem Dschungel bedeckt und fast unbewohnt. Nach Osten hin bilden sie die Grenze einer weiten Küstenebene, die von großer ökonomischer Bedeutung ist.

## Nationalparks
Die Berge werden von zahlreichen Nationalparks geschützt:
- Nationalpark Tai Rom Yen
- Nationalpark Khao Luang
- Nationalpark Khao Nan
- Nationalpark Namtok Yong
- Nationalpark Khao Pu – Khao Ya